# 香川県道・徳島県道108号勝浦三野線
香川県道・徳島県道108号勝浦三野線（かがわけんどう・とくしまけんどう108ごう かつうらみのせん）は、香川県仲多度郡まんのう町から徳島県三好市に至る一般県道である。

## 概要
香川県仲多度郡まんのう町勝浦から徳島県三好市三野町太刀野に至る。
香川県と徳島県の双方で一応認定されている路線名であるが、両県とも別々の経路を指定しており、県境付近までで県道としての区間は終わり、それぞれまんのう町道・三好市道となっている。

### 路線データ
- 起点：香川県仲多度郡まんのう町勝浦（国道438号交点）
- 終点：徳島県三好市三野町太刀野（徳島県道12号鳴門池田線交点）
- 総延長：8.251 km（香川県道）、6.915 km（徳島県道[1]）

## 歴史
- 1959年（昭和34年）1月31日 - 香川県道・徳島県道琴南三野線として認定。
- 1972年（昭和47年）3月10日 - 香川県道・徳島県道108号琴南三野線として認定。
- 2006年（平成18年）3月20日 - 香川県道の平成の大合併による、消滅した町名を含む県道路線の名称変更のため、香川県道・徳島県道108号勝浦三野線に変更。

## 地理

### 通過する自治体
- 香川県
  - 仲多度郡まんのう町
- 徳島県
  - 三好市

### 交差する道路
| 交差する道路           | 都道府県名 | 市町村名 | 市町村名   | 交差する場所 | 交差する場所 |
| ---------------------- | ---------- | -------- | ---------- | ------------ | ------------ |
| 国道438号              | 香川県     | 仲多度郡 | まんのう町 | 勝浦         | 起点         |
| 徳島県道12号鳴門池田線 | 徳島県     | 三好市   | 三好市     | 三野町太刀野 | 終点         |

### 沿線
- 河内谷川

## ギャラリー

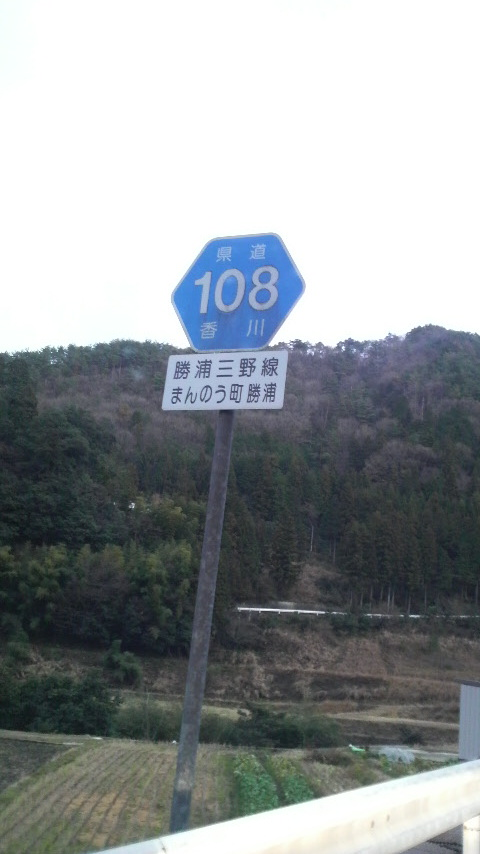
県道標識（香川県側） 香川県仲多度郡まんのう町勝浦
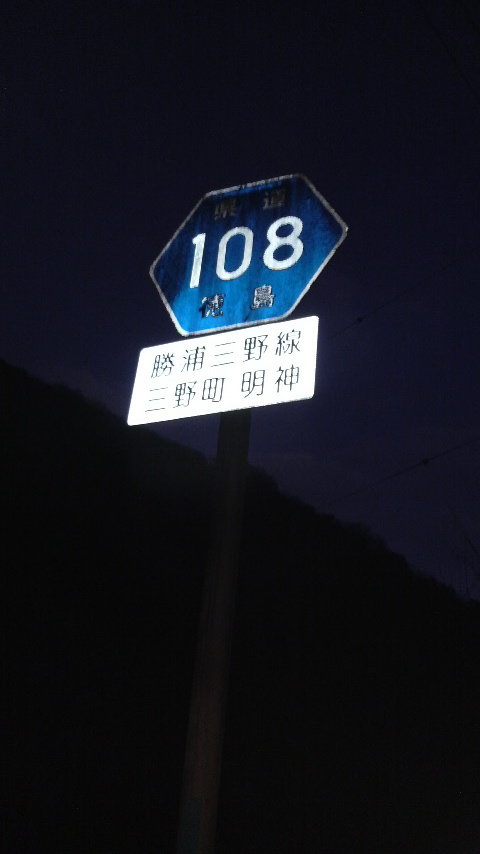
県道標識（徳島県側） 徳島県三好市三野町明神